# Skid Row (gruppo musicale irlandese)
Gli Skid Row furono un gruppo rock fondato a Dublino, Irlanda, nel 1967. Attivo tra la fine degli anni '60 e l'inizio degli anni '70, il gruppo è noto principalmente per essere stato trampolino di lancio per noti artisti come Phil Lynott, poi frontman dei Thin Lizzy, e Gary Moore, successivamente noto per la sua carriera solista, e per un breve periodo anche il chitarrista Paul Chapman poi nei Lone Star, negli UFO e nei Waysted. Nel 1987 Gary Moore, che deteneva i diritti sul nome della band, vendette il nome Skid Row all'omonima band statunitense.

## Storia
Gli Skid Row vennero fondati dal chitarrista allora sedicenne Gary Moore, dal secondo chitarrista Bernhard Chivers assieme al batterista Nollaug "Noel" Bridgeman a Dublino nel 1967. La prima incarnazione del gruppo vedeva anche Phil Lynott nel ruolo di cantante prima che raggiungesse altre band come Sugershack, gli Orphanage ed infine i Thin Lizzy con cui diverrà noto. Gli Skid Row poi si riformarono come trio con Brush Shiels alla voce e basso. Questa lineup aprì per i Fleetwood Mac a Dublino. Peter Green, il chitarrista di questi ultimi, rimase colpito dalle doti di Moore e raccomandò il gruppo a diverse etichette britanniche. Infine il gruppo firmò per la CBS Records britannica per il debutto Skid, che venne registrato in sole 11 ore. Il gruppo iniziò dei tour negli Stati Uniti dove aprì per i Savoy Brown ed i Canned Heat. Il secondo disco fu 34 hours, il quale titolo venne ispirato dalle ore che la CBS aveva loro concesso per registrare il disco, venne pubblicato nel 1971, ma con l'avvento di ulteriori date americane, Gary Moore abbandonò il gruppo. Il chitarrista in seguito partecipò ad alcune audizioni per il gruppo folk rock Dr. Strangely Strange e per i Granny's Intention, ma senza venire reclutato; decise quindi di dare inizio alla carriera solista con cui esordì nel 1973 con il disco Grinding Stone, alternando anche alcuni periodi nei Thin Lizzy del suo vecchio collega Phil Lynott. Con la dipartita di Moore, gli Skid Row arruolarono temporaneamente il primo chitarrista dei Thin Lizzy Eric Bell. Il ruolo di chitarrista venne poi occupato dal gallese Paul Chapman. Il nuovo trio ri-registrò le parti di chitarra del futuro terzo album, ma la CBS decise di scaricare il gruppo. Poco dopo Chapman abbandonò il gruppo nel 1972 prendendo parte ad altri progetti tra cui i Lone Star e gli UFO. Gli Skid Row tornarono in Irlanda e videro il succedersi di diversi chitarrista tra cui Ed Deane Jimmy Slevin. Nel 1976 vide la luce il live album Alive And Kickin registrato con una formazione composta da Brush Shiels, il chitarrista Jody Pollard, Noel Bridgeman, Dave Gaynor, John Brady, Ian Anderson. Il disco vide la partecipazione di due batteristi e comprendeva due dischi, aprendo con la reinterpretazione dei Bachman-Turner Overdrive "You Ain't Seen Nothin' Yet". Dalle ceneri degli Skid Row nacquero i Brush, che però non pubblicarono alcun materiale. Pollard, tornò a collaborare con i Thin Lizzy. Tragicamente John Brady perse la vita durante gli anni novanta, in un incidente stradale mentre tornava a casa dopo un concerto.
Il terzo disco in studio irrealizzato con le parti di chitarra di Gary Moore, venne finalmente pubblicato nel 1990. Bridgeman collaborò con i Clannad e con i The Waterboys. Chapman Nel 1984 entrò nei Waysted, band formata dal bassista degli UFO Pete Way. Nel 1987 Gary Moore, che deteneva ancora i diritti sul nome, vendette il titolo Skid Row all'omonimo gruppo heavy metal americano per 35.000 dollari.

## Formazione

### Ultima
- Brush Shiels - basso, voce
- Noel Bridgeman - batteria, voce

### Ex componenti
- Phil Lynott - voce
- Bernard Cheevers - chitarra solista
- Paul Chapman - chitarra
- Ed Deane - chitarra
- Jimmy Slevin - chitarra
- Gary Moore - chitarra solista

## Discografia

### Album in studio
- 1970 - Skid
- 1971 - 34 Hours

### Live
- 1976 - Alive & Kicking
- 2006 - Live and on Song

### Raccolte
- 1990 - Skid Row (Gary Moore/Brush Shiels/Noel Bridgeman)
- 2006 - Skid Row/34 Hours